# 코스타스 맨디로어
코스타스 맨딜로어(Costas Mandylor, 본명: 코스타스 테오도소풀로스(Costas Theodosopoulos), 1965년 10월 3일 ~ )는 오스트레일리아의 배우이다.

## 출연 작품
- 도어즈 - 이탈리아 카운트 역
- 코스믹 씬 - 마커스 블랙 역